# Championnat d'Albanie de football 1966-1967
Navigation
Championnat d'Albanie 1965-66 Championnat d'Albanie 1967-68
Le Championnat d'Albanie de football de Kategoria Superiore 1966-1967 est la 27e édition de ce championnat.

## Classement
| Rang | Équipe                | Pts | J  | G  | N  | P  | Bp | Bc | Diff |
| ---- | --------------------- | --- | -- | -- | -- | -- | -- | -- | ---- |
| 1    | Dinamo Tirana         | 38  | 22 | 17 | 4  | 1  | 59 | 19 | +40  |
| 2    | 17 Nëntori Tirana     | 33  | 22 | 15 | 3  | 4  | 42 | 23 | +19  |
| 3    | Besa Kavajë           | 28  | 22 | 10 | 8  | 4  | 26 | 12 | +14  |
| 4    | Skënderbeu Korçë      | 25  | 22 | 9  | 7  | 6  | 24 | 13 | +11  |
| 5    | Partizan Tirana       | 25  | 22 | 9  | 7  | 6  | 36 | 27 | +9   |
| 6    | Vllaznia Shkodër      | 25  | 22 | 10 | 5  | 7  | 33 | 29 | +4   |
| 7    | Tomori Berat          | 19  | 22 | 7  | 5  | 10 | 20 | 27 | -7   |
| 8    | Labinoti Elbasan      | 17  | 22 | 6  | 5  | 11 | 18 | 30 | -12  |
| 9    | Lokomotiva Durrës     | 16  | 22 | 3  | 10 | 9  | 13 | 24 | -11  |
| 10   | Traktori Lushnja      | 16  | 22 | 4  | 8  | 10 | 19 | 34 | -15  |
| 11   | Flamurtari Vlorë      | 12  | 22 | 2  | 8  | 12 | 19 | 38 | -19  |
| 12   | Luftëtari Gjirokastër | 10  | 22 | 2  | 6  | 14 | 13 | 46 | -33  |

|  | Champion |
|  | Relégué  |

## Bilan de la saison
| Tableau d'Honneur                 |               |
| Compétition                       | Vainqueur     |
| Championnat d'Albanie de football | Dinamo Tirana |
| Coupe d'Albanie de football       | aucun         |

| Promotions et relégations     |                                   |
| Relégués en First Division    | aucun                             |
| Promus en Kategoria Superiore | Ylli i Kuq Pogradec Apolonia Fier |